# Armorial de la Rhénanie-du-Nord-Westphalie
Cette page donne les armoiries de la Rhénanie-du-Nord-Westphalie et de ses arrondissements, villes-arrondissements et communes.
- il comporte peu ou pas de sources.
- certaines figures sont encore dans un format bitmap et doivent être vectorisées.
- certaines figures ne sont pas accompagnées de leur blasonnement.

## Rhénanie-du-Nord-Westphalie
| Blason | Nom et blasonnement |
| ------ | --- |
|        | Rhénanie-du-Nord-Westphalie Parti de sinople, à la barre ondée d'argent, et cousu de gueules, au cheval cabré d'argent ; enté en pointe arqué d'argent, à la rose de gueules, boutonnées et feuillées d'or. |

## Villes-arrondissements
| Blason | Nom de la ville et blasonnement |
| ------ | --- |
|        | Aix-la-Chapelle (Aachen) D’or à l’aigle de sable, becquée et membrée de gueules |
|        | Bielefeld D’or à la porte de ville ouverte de gueules, crènelée et surmontée par deux tours crènelées, en champagne un écu chevronné de six pièces d’argent et de gueules                                                                                    |
|        | Bochum D'azur à la fasce échiquetée d'argent et de gueules, de trois tires, sur le tout un Bible de sable, d'argent et d'or |
|        | Bonn Coupé : en 1 d’argent à la croix de sable, et en 2 de gueules au léopard d’or |
|        | Bottrop D’argent à la croix potencée de sable, sur le tout un écu d'azur chargé de trois crampons d’argent |
|        | Cologne (Köln) D’argent à onze gouttes de sable, au chef de gueules trois couronnes d’or |
|        | Dortmund D’or à l’aigle de sable, becquée et membrée de gueules |
|        | Duisbourg (Duisburg) Coupé : en 1 d’or à l’aigle de deux têtes de sable; et en 2 de gueules au château de trois tours crènelées d’argent |
|        | Düsseldorf D’argent au lion de gueules, la queue fourchée, couronné d'azur et tenant une ancre du même |
|        | Essen Deux armes : 1 d'or à l'aigle de deux têtes de sable, couronné, becquée et membrée de gueules; 2 d'azur à l'épée d'or, posée en barre |
|        | Gelsenkirchen Écartelé : en 1 de sable à l'église d'argent ; en 2 d'argent à l'arbre éradiqué de sinople ; en 3 d'argent à quatre fasces d'azur, sur le tout un lion à deux queues de gueules ; et en 4 de sable à deux marteaux croisés en sautoir d'argent |
|        | Hagen D’azur au chêne éradiqué d'or |
|        | Hamm D'or à la fasce échiquetée d'argent et de gueules, de trois tires |
|        | Herne D'or au cheval de sable, surmonté par deux marteaux croisés en sautoir du même |
|        | Krefeld |
|        | Leverkusen D’argent au lion de gueules, la queue fourchée, couronné d'azur, sur le tout une fasce contre-brétessé de sable |
|        | Mönchengladbach Parti : en 1 d'azur à la croisse d'argent, posée en pal, et en 2 d'or à la croix de sable ; au chef de gueules chargé avec une fasce contre-brétessé d'argent                                                                                |
|        | Mülheim an der Ruhr |
|        | Münster Tiercé en fasce d'or, de gueules et d'argent |
|        | Oberhausen |
|        | Remscheid Coupé : en 1 d'argent au demi-lion de gueules, et en 2 d'azur à la faucille d'argent et d'or, posée en pal |
|        | Solingen |
|        | Wuppertal |

## Arrondissements
| Blason | Nom de l'arrondissement et blasonnement |
| ------ | --- |
|        | Aix-la-Chapelle (Aachen) |
|        | Borken D'or à la fasce de gueules, chargée avec trois anilles d'argent |
|        | Clèves (Kleve) |
|        | Coesfeld Parti : en 1 d'or à une fasce et une cloche de gueules, et en 2 de gueules à un évêque d'or |
|        | Düren |
|        | Ennepe-Ruhr D'or à la fasce échiqueté d'argent et de gueules, de trois tires, entre deux fasces ondées d'azur |
|        | Euskirchen Écartelé : en 1 de gueules à trois roses d'or ; en 2 d'or au lion de sable lampassé de gueules ; en 3 d'argent à la croix de sable ; et en 4 de gueules à la fasce vivré d'or                                                                              |
|        | Gütersloh Coupé : en 1 d'or à trois chevrons de gueules sur le tout un écu d'or chargé avec un roue de gueules; et en 2 de gueules à l'aigle d'or |
|        | Haut-Berg (Oberbergischer Kreis) Parti : en 1 de gueules au château d'argent, avec deux tours crènelées ; et en 2 d'argent au lion de gueules, de deux queues, couronné d'azur ; au chef d'or chargé avec une fasce échiquetée d'argent et de gueules, de trois tires |
|        | Haut-Sauerland (Hochsauerlandkreis) De gueules à l'aigle d'argent, au centre un écu d'argent à la croix de sable |
|        | Heinsberg Coupé : en 1 parti de gueules au lion d'argent de deux queues, couronné d'or, et d'or au lion de sable ; et en 2 d'argent à la croix fleurée de gueules, chargé avec une quintefeuille d'azur boutonnée d'or                                                |
|        | Herford D'argent au cheval de sable |
|        | Höxter Coupé : en 1 d'or à la croix de gueules, et en 2 d'argent à une fleur de lis d'azur, tout séparé par une fasce ondée du même |
|        | Lippe D'argent à la rose de gueules, boutonnée et armée d'or |
|        | La Marck Tiercé en fasce : en 1 d'or au demi-lion de sable, lampassé de gueules ; en 2 échiqueté d'argent et de gueules, de trois tires ; et en 3 d'argent à la croix de sable                                                                                        |
|        | Mettmann |
|        | Minden-Lübbecke Parti : en 1 de gueules à deux clefs croisées en sautoir d'argent, et en 2 d'argent à trois chevrons de gueules |
|        | Olpe Parti : en 1 d'argent à la croix de sable, et en 2 d'or à deux fasces de gueules |
|        | Paderborn |
|        | Recklinghausen De sinople à la feuille d'ortie d'argent, sur le tout une croix alésée de sable chargée avec une clef d'or, posée en pal |
|        | Rhin-Berg Parti : en 1 d'argent à deux fasces contre-bretessées de sable, et en 2 d'argent au lion de gueules de deux queues couronné d'azur; au chef de sinople chargé avec une bande ondée d'argent                                                                 |
|        | Rhin-Erft Parti : en 1 d'or au lion de sable lampassé de gueules, et en 2 d'argent à la croix de sable; au chef de sinople chargé avec une fasce ondée d'argent |
|        | Rhin Neuss Parti : au premier d’argent à la croix de sable, au second d’or au lion de sable lampassé de gueules |
|        | Rhin-Sieg D'argent au lion de gueules, de deux queues, couronné d'azur et tenant une épée d'or dans sa main droite et un écu d'argent à la croix de sable dans sa main gauche                                                                                         |
|        | Siegen-Wittgenstein Parti : en 1 d'argent à deux pals de sable, et en 2 d'azur au lion d'or entre six billets du même, à la champagne d'or chargée avec un couteau et une lampe de kérosène d'azur                                                                    |
|        | Soest Parti : en 1 d'argent à une clef de gueules, posée en pal, et en 2 d'argent à la croix de sable, chargée avec une rose de gueules boutonnée et armée d'or |
|        | Steinfurt De gueules à un écu d'or chargé avec un cygne de gueules, au chef d'or chargé avec deux feuilles de lis de gueules et à la champagne d'or chargée avec une feuille de lis de gueules                                                                        |
|        | Unna Coupé : en 1 d'or au demi-lion de gueules ; et en 2 échiqueté d'argent et de gueules, de trois tires |
|        | Viersen Parti : en 1 d’or au lion de sable lampassé de gueules, et en 2 d’azure au lion d’or à la queue fourchée armé et lampassé de gueules ; au chef d’argent chargé avec une croix de sable                                                                        |
|        | Warendorf De gueules à la bande ondée d'or, entre deux roses à huit lobes du même |
|        | Wesel De sinople au saule d'argent |

## Kreisangehörige Städte und Gemeinden

### Aix-la-Chapelle
(Kreis Aachen)

Alsdorf, ville
Baesweiler, ville
Eschweiler, ville
Herzogenrath, ville
Monschau, ville
Roetgen
Simmerath
Stolberg (Rhénanie), ville
Würselen, ville

### Borken

Ahaus, ville
Bocholt, ville
Borken, ville
Gescher, ville
Gronau (Westphalie), ville
Heek
Heiden
Isselburg, ville
Legden
Raesfeld
Reken
Rhede, ville
Schöppingen
Stadtlohn, ville
Südlohn
Velen
Vreden, ville

### Clèves
(Kleve)

Bedburg-Hau
Clèves (Kleve), ville
Emmerich am Rhein, ville
Geldern, ville
Goch, ville
Issum
Kalkar, ville
Kerken
Kevelaer, ville
Kranenburg
Rees, ville
Rheurdt
Straelen, ville
Uedem
Wachtendonk
Weeze

### Coesfeld

Ascheberg
Billerbeck, ville
Coesfeld, ville
Dülmen, ville
Havixbeck
Lüdinghausen, ville
Nordkirchen
Nottuln
Olfen, ville
Rosendahl
Senden

### Düren

Aldenhoven
Düren, ville
Heimbach, ville
Hürtgenwald
Inden
Juliers, ville
Kreuzau
Langerwehe
Linnich, ville
Merzenich
Nideggen, ville
Niederzier
Nörvenich
Titz
Vettweiß

### Ennepe-Ruhr

Breckerfeld, ville
Ennepetal, ville
Gevelsberg, ville
Hattingen, ville
Herdecke, ville
Schwelm, ville
Sprockhövel, ville
Wetter (Ruhr), ville
Witten, ville

### Euskirchen

Bad Münstereifel, ville
Blankenheim
Dahlem
Euskirchen, ville
Hellenthal
Kall
Mechernich, ville
Nettersheim
Schleiden, ville
Weilerswist
Zülpich, ville

### Gütersloh

Borgholzhausen, ville
Gütersloh, ville
Halle (Westphalie), ville
Harsewinkel, ville
Herzebrock-Clarholz
Langenberg
Rheda-Wiedenbrück, ville
Rietberg, ville
Schloß Holte-Stukenbrock, ville
Steinhagen, ville
Verl
Versmold, ville
Werther, ville

### Haut-Berg
(Oberbergischer Kreis)

Bergneustadt, ville
Engelskirchen
Gummersbach, ville
Hückeswagen, ville
Lindlar
Marienheide
Morsbach
Nümbrecht
Radevormwald, ville
Reichshof
Waldbröl, ville
Wiehl, ville
Wipperfürth, ville

### Haut-Sauerland
(Hochsauerlandkreis)

Arnsberg, ville
Bestwig
Brilon, ville
Eslohe
Hallenberg, ville
Marsberg, ville
Medebach, ville
Meschede, ville
Olsberg, ville
Schmallenberg, ville
Sundern (Sauerland), ville
Winterberg, ville

### Heinsberg

Erkelenz, ville
Gangelt
Geilenkirchen, ville
Heinsberg, ville
Hückelhoven, ville
Selfkant
Übach-Palenberg, ville
Waldfeucht
Wassenberg, ville
Wegberg, ville

### Herford

Bünde, ville
Enger, ville
Herford, ville
Hiddenhausen
Kirchlengern
Löhne, ville
Rödinghausen
Spenge, ville
Vlotho, ville

### Höxter

Bad Driburg, ville
Beverungen, ville
Borgentreich, ville
Brakel, ville
Höxter, ville
Marienmünster, ville
Nieheim, ville
Steinheim, ville
Warburg, ville
Willebadessen, ville

### Lippe

Augustdorf
Bad Salzuflen, ville
Barntrup, ville
Blomberg, ville
Detmold, ville
Dörentrup
Extertal
Horn-Bad Meinberg, ville
Kalletal
Lage, ville
Lemgo, ville
Leopoldshöhe
Lügde, ville
Oerlinghausen, ville
Schieder-Schwalenberg, ville
Schlangen

### La Marck
(Märkischer Kreis)

Altena, ville
Balve, ville
Halver, ville
Hemer, ville
Herscheid
Iserlohn, ville
Kierspe, ville
Lüdenscheid, ville
Meinerzhagen, ville
Menden (Sauerland), ville
Nachrodt-Wiblingwerde
Neuenrade, ville
Plettenberg, ville
Schalksmühle
Werdohl, ville

### Mettmann

Erkrath, ville
Haan, ville
Heiligenhaus, ville
Hilden, ville
Langenfeld, ville
Mettmann, ville
Monheim am Rhein, ville
Ratingen, ville
Velbert, ville
Wülfrath, ville

### Minden-Lübbecke

Bad Oeynhausen, ville
Espelkamp, ville
Hille
Hüllhorst
Lübbecke, ville
Minden, ville
Petershagen, ville
Porta Westfalica, ville
Preußisch Oldendorf, ville
Rahden, ville
Stemwede

### Olpe

Attendorn, ville
Drolshagen, ville
Finnentrop
Kirchhundem
Lennestadt, ville
Olpe, ville
Wenden

### Paderborn

Altenbeken
Bad Lippspringe, ville
Bad Wünnenberg, ville
Borchen
Büren, ville
Delbrück, ville
Hövelhof
Lichtenau, ville
Paderborn, ville
Salzkotten, ville

### Recklinghausen

Castrop-Rauxel, ville
Datteln, ville
Dorsten, ville
Gladbeck, ville
Haltern am See, ville
Herten, ville
Marl, ville
Oer-Erkenschwick, ville
Recklinghausen, ville
Waltrop, ville

### Rhin-Berg

Bergisch Gladbach, ville
Burscheid, ville
Kürten
Leichlingen, ville
Odenthal
Overath, ville
Rösrath, ville
Wermelskirchen, ville

### Rhin-Erft

Bedburg, ville
Bergheim, ville
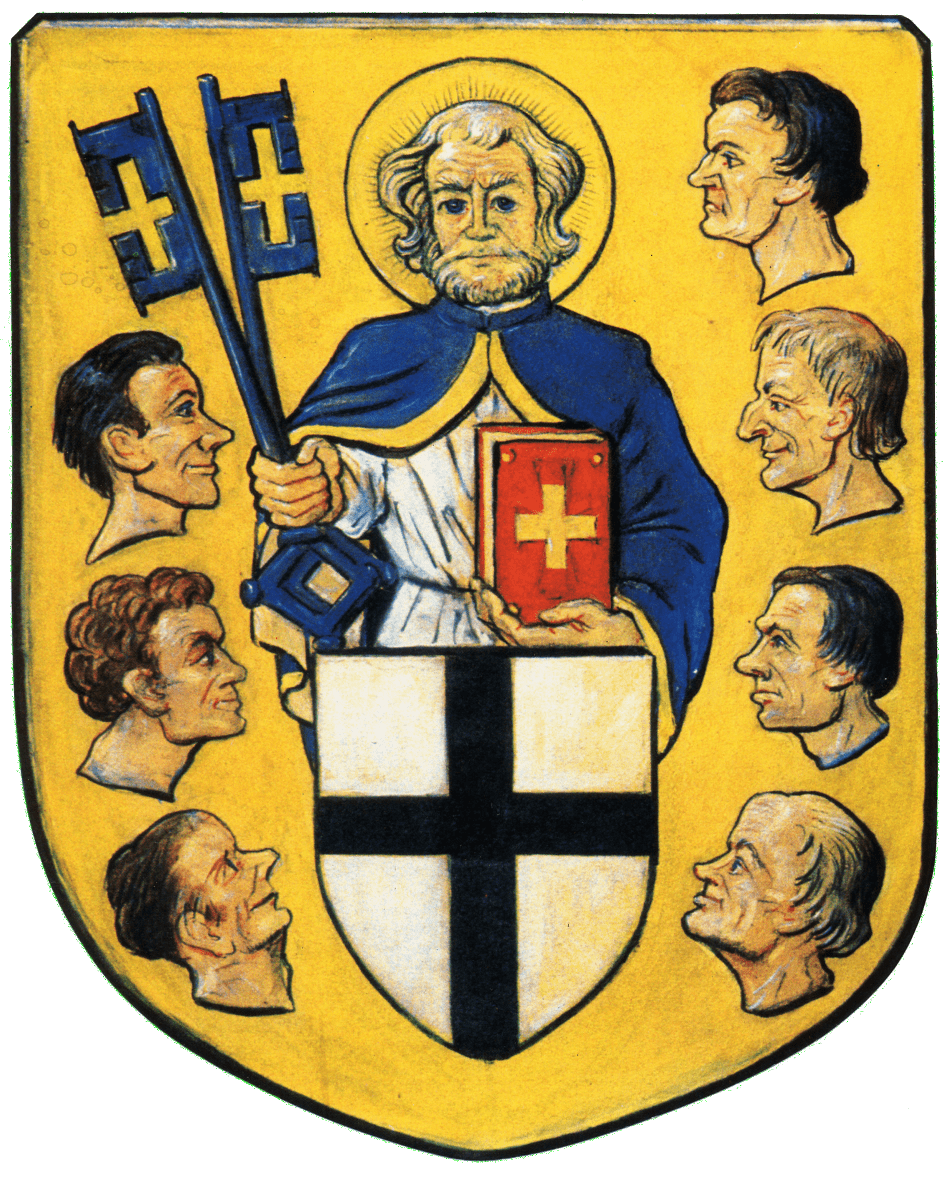
Brühl, ville
Elsdorf
Erftstadt, ville
Frechen, ville
Hürth, ville
Kerpen, ville
Pulheim, ville
Wesseling, ville

### Rhin Neuss

Dormagen, ville
Grevenbroich, ville
Jüchen
Kaarst, ville
Korschenbroich, ville
Meerbusch, ville
Neuss, ville
Rommerskirchen

### Rhin-Sieg

Alfter
Bad Honnef, ville
Bornheim, ville
Eitorf
Hennef, ville
Königswinter, ville
Lohmar, ville
Meckenheim, ville
Much
Niederkassel, ville
Neunkirchen-Seelscheid
Rheinbach, ville
Ruppichteroth
Sankt Augustin, ville
Siegburg, ville
Swisttal
Troisdorf, ville
Wachtberg
Windeck

### Siegen-Wittgenstein

Bad Berleburg, ville
Bad Laasphe, ville
Burbach
Erndtebrück
Freudenberg
Hilchenbach, ville
Kreuztal, ville
Netphen, ville
Neunkirchen (Westphalie)
Siegen, ville
Wilnsdorf

### Soest

Anröchte
Bad Sassendorf
Ense
Erwitte, ville
Geseke, ville
Lippetal
Lippstadt, ville
Möhnesee
Rüthen, ville d’argent à la croix de sable, chargée d’une losange de gueules, et cantonnée de quatre losanges du même
Soest, ville
Warstein, ville
Welver
Werl
Wickede (Ruhr)

### Steinfurt

Altenberge
Emsdetten, ville
Greven, ville
Hopsten
Hörstel, ville
Horstmar, ville
Ibbenbüren, ville
Ladbergen
Laer
Lengerich, ville
Lienen
Lotte
Metelen
Mettingen
Neuenkirchen
Nordwalde
Ochtrup, ville
Recke
Rheine, ville
Saerbeck
Steinfurt, ville
Tecklenburg, ville
Westerkappeln
Wettringen

### Unna

Bergkamen, ville
Bönen
Fröndenberg/Ruhr, ville
Holzwickede
Kamen, ville
Lünen, ville
Schwerte, ville
Selm, ville
Unna, ville
Werne, ville

### Viersen

Brüggen
Grefrath
Kempen, ville
Nettetal, ville
Niederkrüchten
Schwalmtal
Tönisvorst, ville
Viersen, ville
Willich, ville

### Warendorf

Ahlen, ville
Beckum, ville
Beelen
Drensteinfurt, ville
Ennigerloh, ville
Everswinkel
Oelde, ville
Ostbevern
Sassenberg, ville
Sendenhorst, ville
Telgte, ville
Wadersloh
Warendorf, ville

### Wesel

Alpen
Dinslaken, ville
Hamminkeln, ville
Hünxe
Kamp-Lintfort, ville
Moers, ville
Neukirchen-Vluyn, ville
Rheinberg, ville
Schermbeck
Sonsbeck
Voerde, ville
Wesel, ville
Xanten, ville